# Zbraslavská madona
Zbraslavská madona (kolem r. 1360) je milostný obraz české madony, který pochází z farního kostela sv. Jakuba Většího ve Zbraslavi. Je dlouhodobě zapůjčena do stálé expozice Sbírky starého umění Národní galerie v Praze.

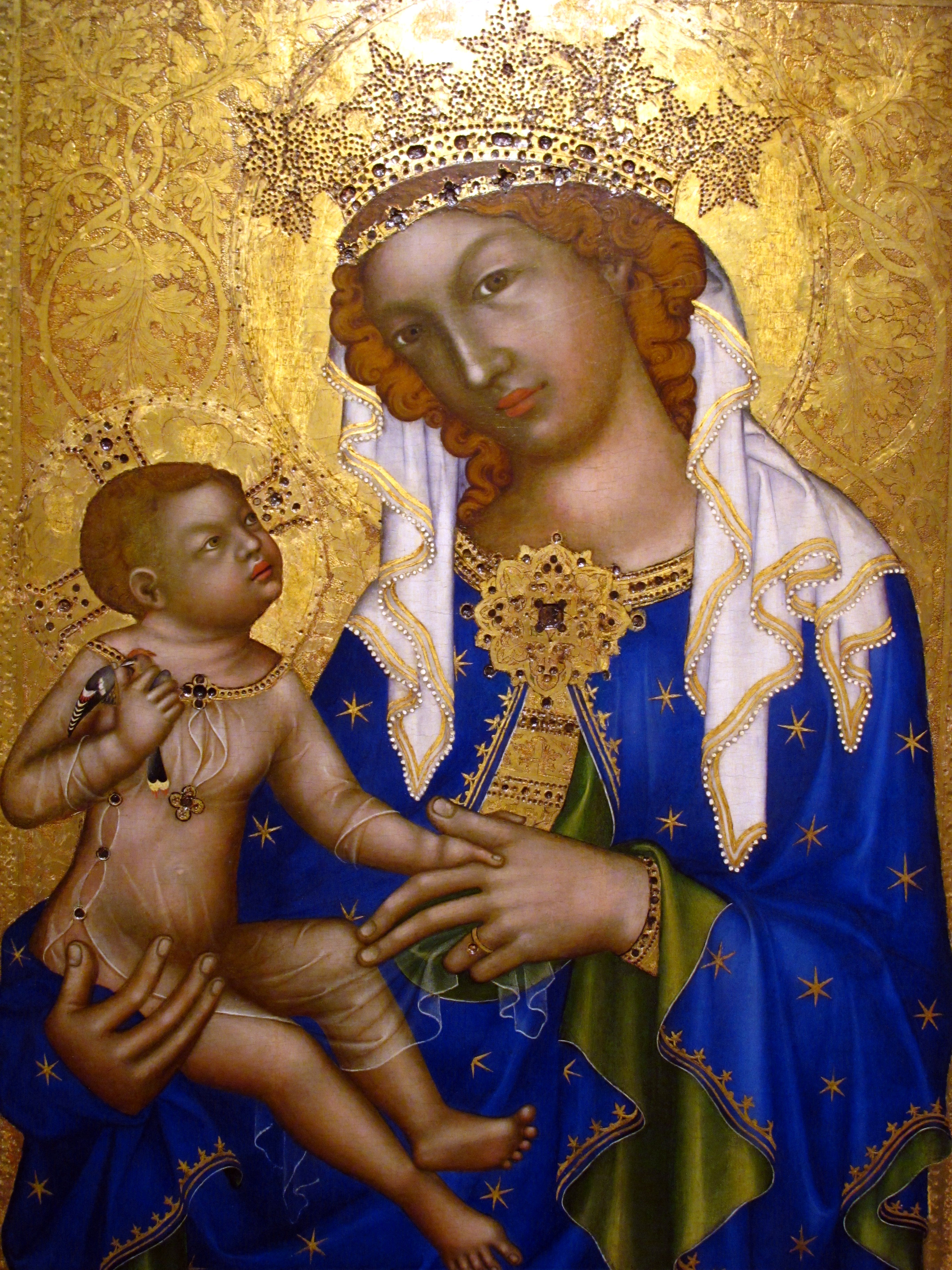
Zbraslavská madona (1350-1360), Anežský klášter Národní galerie v Praze

## Historie obrazu
Původ obrazu není znám. Historikové umění srovnávací analýzou obraz datují mezi léta 1340 – 1350 nebo 1350 – 1360. Raný charakter ryté kresby a pentimenti nalezené při restaurování dokládají, že nejde o pozdější kopii. Existence poutního obrazu je pro 14. století zaznamenána zápisem ze zasedání generální kapituly řádu cisterciáků..
Barokní zbožná tradice jej od poloviny 17. století chybně spojovala se zakladatelem kláštera na Zbraslavi, králem Václavem II., který jej měl pořídit pro svou rezidenci a odkázat zbraslavskému kostelu roku 1305. Na zadní straně desky se kdysi nacházel úryvek z básně oslavující Pannu Marii, který byl staršími historiky chybně interpretován. Klášter byl roku 1420 vypálen husity a obraz byl údajně nalezen po 200 letech v sutinách, restaurován a vystaven v nově založeném mariánském kostele roku 1654 a po zrušení kláštera přenesen na hlavní oltář farního kostela sv. Jakuba. Jeho současný stav je dílem radikálního restaurování Bohuslava Slánského z roku 1945, při kterém byly kromě přemaleb odstraněny všechny červené a čiré kaménky, jimiž byly konturovány obrysy koruny, spony, roucha a rámu. Při druhém restaurování po roce 1990 byl obraz zbaven nečistot, starších retuší a dřevěná deska zpevněna penetrací.

## Popis a zařazení
Obraz je malován temperou na křídovém podkladu, s černě vytaženou rytou kresbou, na desce z lipového dřeva 89 x 59,5 cm. Ve srovnání se staršími italsko-byzantskými předlohami je potlačena kresba a k modelaci objemu malíř užívá lazurovou techniku barevných přechodů v inkarnátech. Madona má zlatem prošívanou bílou roušku a modrý plášť se zelenou podšívkou, zdobený zlatými hvězdami. Plášť, bílá rouška Madony a průhledná košilka dítěte jsou na lemu zdobeny zlatou výšivkou. Koruna je zdobena kadeřavými listy. Kameny a perly na koruně, svatozářích, lemu a sponě byly osazeny později a rovněž pozadí bylo přezlaceno.
Prsten na ruce Madony poukazuje na mystické zasnoubení Krista a Marie. Alegorické ztotožnění Marie s Církví je charakteristické pro cisterciácké prostředí a pochází z kázání sv. Bernarda z Clairvaux.
Kompozičně je obraz blízký typu Madony z Veveří či pozdější Madony římské, ale opakuje i některé motivy ze starších mariánských obrazů. Koloritem připomíná malby Tomassa da Modeny. Motiv Ježíška, držícího v ruce stehlíka (zde brkoslava), byl rozšířen v Itálii od počátku 14. století a objevuje se v Rajhradském brevíři královny Rejčky. Oproti staršímu italsko-byzantskému typu madony – Hodegetrie, kde matka ukazuje na dítě jako předmět uctívání, je v této kompozici znatelný posun ke zlidštění a větší intimitě vztahu matky a dítěte, které více odpovídá představám věřících poloviny 14. století.
Zbraslavská madona je jedním z nejproslulejších mariánských obrazů v Čechách. Byla původně určena pro kostel cisterciáckého Zbraslavského kláštera, kde byl pochován český král Václav II. a někteří příslušníci rodiny Přemyslovců a Lucemburků. Podle jedné domněnky obraz dal zhotovit samotný Karel IV.

## Kopie
Madona zbraslavská se těšila velké úctě v českých zemích i v Dolním Rakousku. Četné kopie obrazu pocházejí z doby baroka. Výběr:
- kostel sv. Gotharda ve Slaném
- kostel Všech svatých v Líšnici u Prahy
- kostel Nalezení sv. Kříže v Litomyšli
- kostel sv. Marie Magdalény v Karlových Varech
- Muzeum v Třešti[9]
- Moravská galerie v Brně[10]
- Poutní Mariánský kostel na vrchu Sallapulka u Weitersfeldu v Dolním Rakousku[11]

- Madoně Zbraslavské je zasvěcena 43. kaple Svaté cesty z Prahy do Staré Boleslavi, kterou založili jezuité v letech 1674–1690.

## Jiná díla

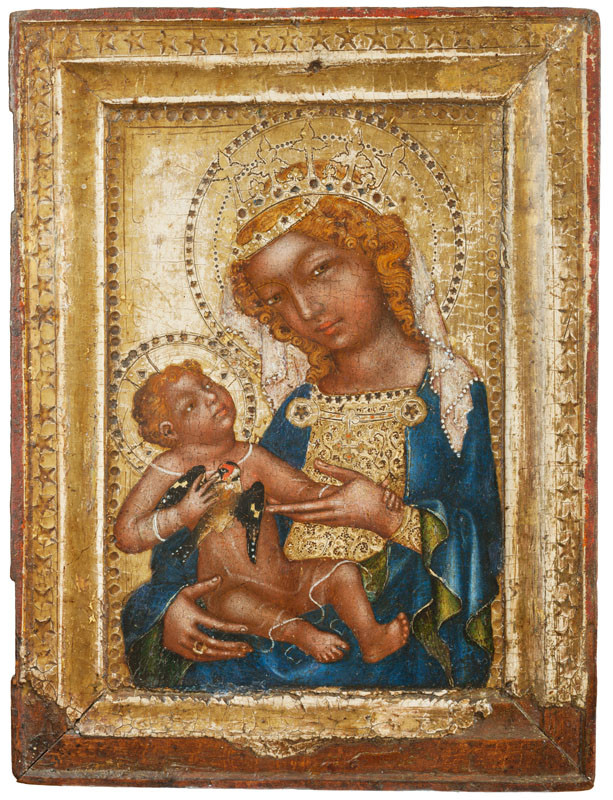
Madona s Ježíškem, zvaná Římská, 1350-1355, Národní galerie v Praze
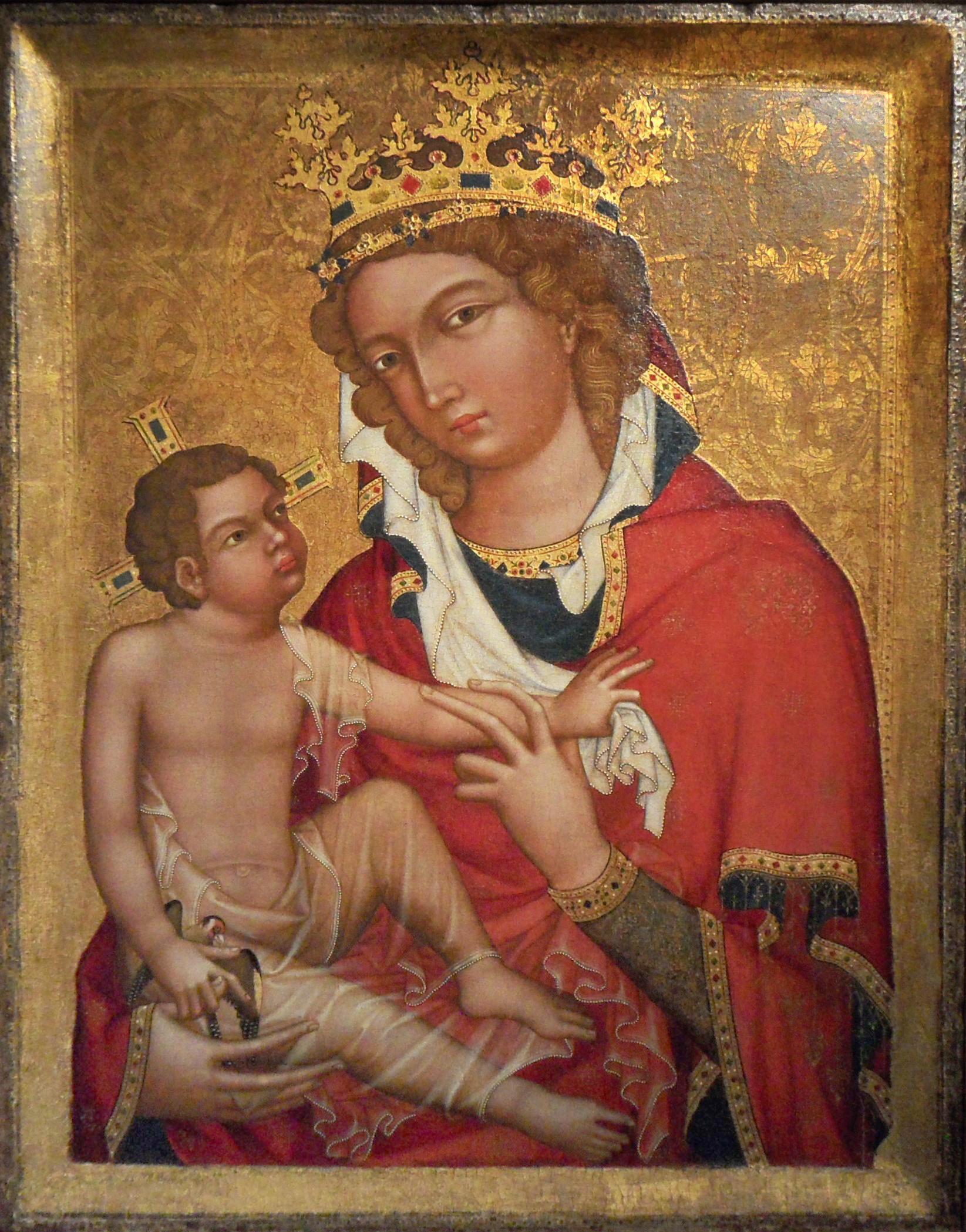
Madona z Veveří (kolem 1350)